# Mozart and the Whale
Mozart and the Whale is een romantische komedie met in de hoofdrollen Josh Hartnett, Radha Mitchell en Erica Leerhsen, geregisseerd door Petter Næss.

## Verhaal
De film vertelt het verhaal van twee personen met het syndroom van Asperger, een vorm van autisme. Donald (Josh Hartnett) runt een kleine zelfhulpgroep voor mensen die meer hinder ondervinden van hun syndroom dan hij zelf. Isabelle wordt door haar therapeut ook in de groep geplaatst.
Het verhaal is gebaseerd op de waargebeurde relatie tussen Jerry Newport en Mary Meinel.

## Rolverdeling
| Acteur             | Personage         |
| ------------------ | ----------------- |
| Josh Hartnett      | Donald Morton     |
| Radha Mitchell     | Isabelle Sorensen |
| Gary Cole          | Wallace           |
| Allen Evangelista  | Skeets            |
| Sheila Kelley      | Janice            |
| Erica Leerhsen     | Bronwin           |
| John Carroll Lynch | Gregory           |
| Christa Campbell   | Therapeute        |